# ثقبة وركية كبرى
الثقبة الوركية الكبرى هي الثقبة الرئيسة في الحوض.

## الحدود
حدود الثقبة هي كما يلي:
- يحدها من الناحية الأمامية الجانبية الثلمة الوركية الكبرى الخاصة بـعظم الإليوم
- يحدها من الناحية الخلفية الوسطى الرباط العجزي الحدبي
- ومن الناحية الداخلية الرباط العجزي الشوكي والشوكة الإسكية
- ومن الناحية العلوية يحدها الرباط العجزي الحرقفي

## المحتويات
العضلة الكمثرية، التي تخرج من الحوض عبر الثقبة الوركية الكبرى تشغل معظم الثقبة.
كذلك تشق الهياكل التالية طريق خروجها من الحوض عبر الثقبة الوركية الكبرى:
| الموضع               | الاسم                             | الأوعية                                           | الأعصاب |
| أعلى العضلة الكمثرية | الثقبة فوق العضلة الكمثرية        | الأوعية الألوية العلوية                           | العصب الألوي العلوي |
| أدنى العضلة الكمثرية | الثقبة أسفل العضلة الكمثرية الشكل | الأوعية الألوية الداخلية الأوعية الفرجية الداخلية | العصب الألوي الداخلي العصب الفرجي العصب الوركي العصب الجلدي الفخذي الخلفي العصب المتصل بالسدادية الغائرة العصب المتصل بالعضلة المربعة الفخذية |

الهياكل التي تمر عبر الثقبة الوركية الكبرى أسفل العضلة الكمثرية هي: العصب الجلدي الخلفي للفخذ والعصب الألوي السفلي والعصب المتصل بالعضلة مربعة فخذية والعصب الفرجي والوعاء الفرجي الداخلي والعصب المتصل بالمسدة الغائرة والعصب الوركي
الهياكل التي تمر عبر الثقبة الوركية السفلى: العصب الفرجي والأوعية الفرجية الداخلية والعصب المتصل بالمسدة الغائرة ووتر المسدة الغائرة

## صور إضافية

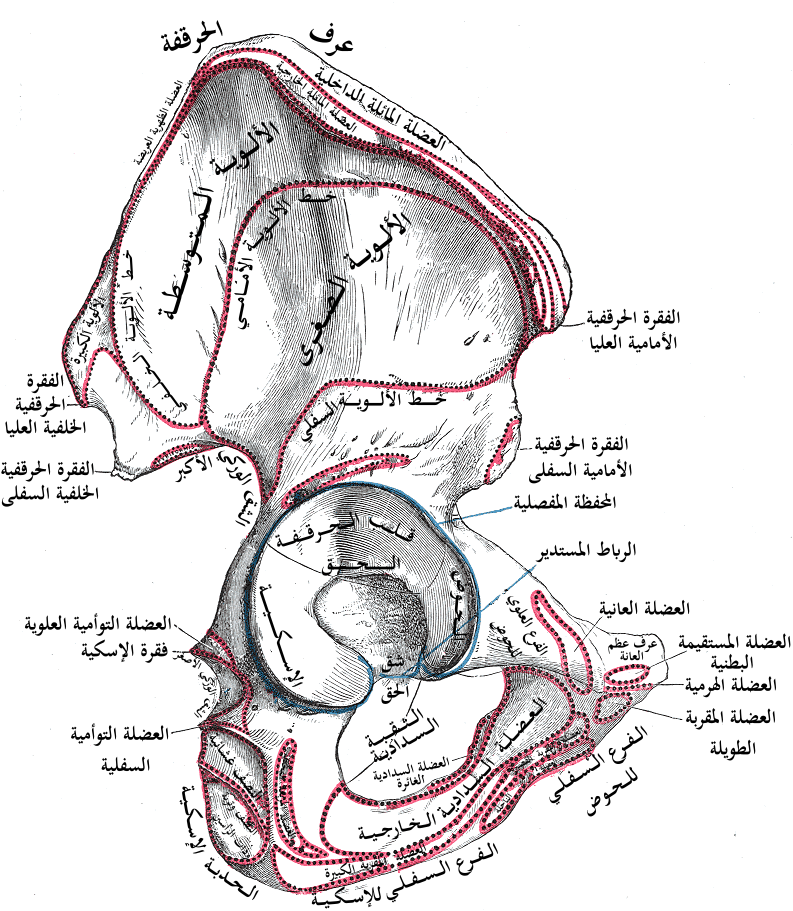
عظمة الورك الأيمن. السطح الخارجي.
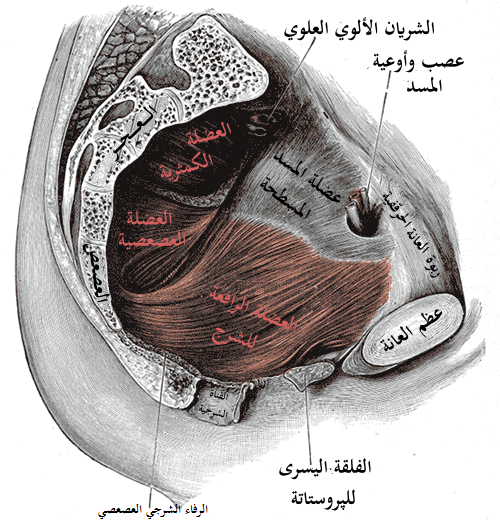
العضلة اليسرى الرافعة للشرج من الداخل.
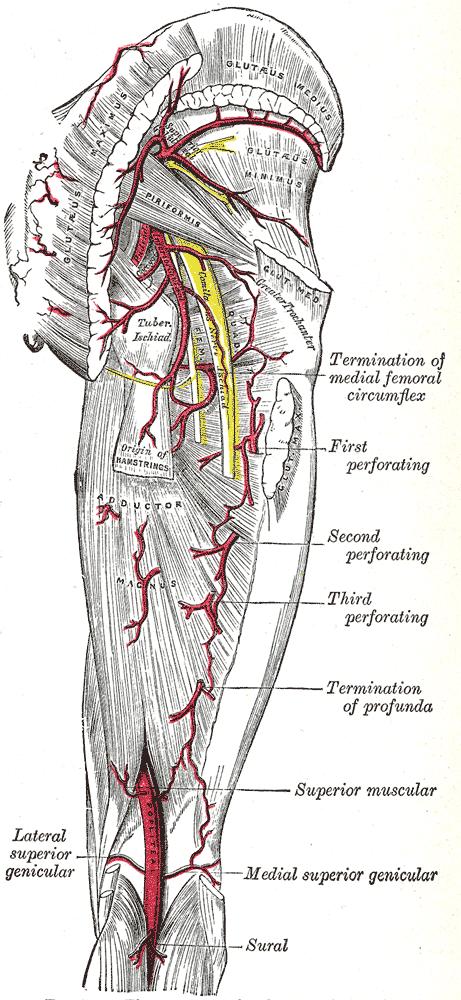
شرايين المناطق الفخذية الخلفية والألوية.
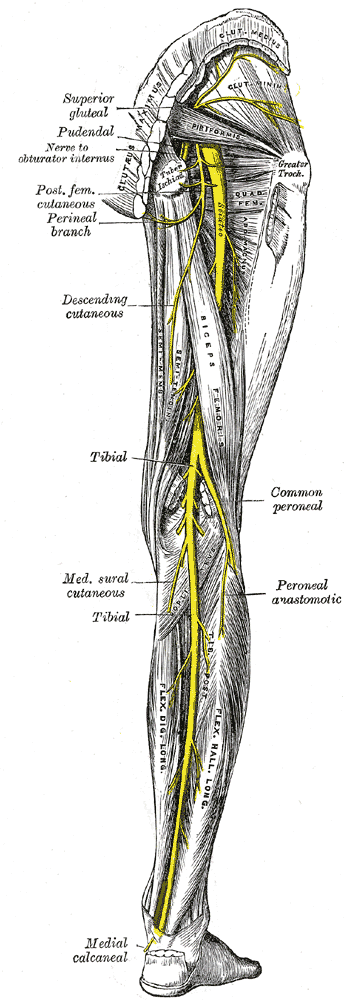
أعصاب أقصى أسفل يمين المنظر الخلفي.
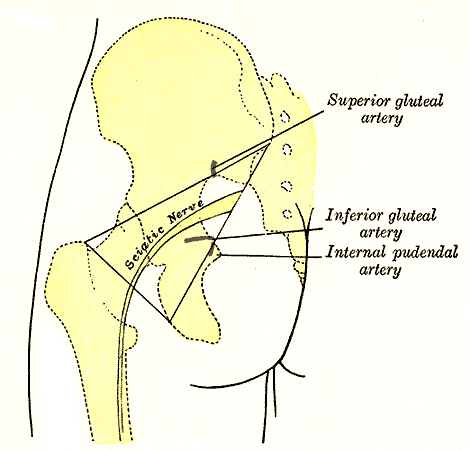
المنطقة الألوية اليسرى، التي تبين علامات السطح للشرايين والعصب الوركي.